# Angela Mihaela Bălan
Angela Mihaela Bălan (n. 22 august 1950) este un fost senator român în legislatura 2000-2004 ales în municipiul București pe listele partidului PRM. În cadrul activității sale parlamentare, Angela Mihaela Bălan a înregistrat 230 de luări de cuvânt. Angela Mihaela Bălan a fost membru în grupurile parlamentare de prietenie cu UNESCO și Regatul Spaniei. Angela Mihaela Bălan a fost membru (președinte) în comisia pentru egalitatea de șanse, în comisia pentru învățământ, știință, tineret și sport (până în dec. 2003) și în comisia pentru administrație publică, organizarea teritoriului și protecția mediului ( în perioada ianuarie 2001 - septembrie 2003). 
Angela Mihaela Bălan a absolvit Facultatea de Istorie a Universității București (1974) și Facultatea de Drept a Academiei de Poliție "Al. I. Cuza" (2004); a susținut teza de doctorat în științele istorice (2005) și masterat în științele educației. Angela Mihaela Bălan este profesor și inspector în învățământul mediu.